# Bernardo Valentim Moreira de Sá
Bernardo Valentim Moreira de Sá (Guimarães, 14 febbraio 1853 – Porto, 2 aprile 1924) è stato un violinista, musicologo, direttore d'orchestra e concertista portoghese.
Erudito di storia della musica e critico, fu professore di musica, matematica e lingue alla Escola Normal di Porto. Fu il fondatore del conservatorio di Porto e dell'Orpheon Portuense.
Figlio di Francisco Joaquim Moreira de Sá e di Eduarda Emília Moreira de Sá, fu nonno della pianista Helena Sá e Costa (Porto, 26 maggio 1913 - 8 gennaio 2006).